# Anticoccidiano
Anticoccidianos são produtos que são adicionados aos alimentos destinados aos galináceos (rações) e tem a função de prevenir a coccidiose.
Os anticoccidianos podem ser:
- Ionóforos: provocam desequilíbrio osmótico das eimérias, qua causa maior perda de energia na bomba sódio potássio, e assim resultando na sua vacuolização. Eles geralmente agem no início do ciclo de vida das eimérias, e podem ser: coccidicidas e/ou coccidiostáticos;
- Químicos: atuam em diversos pontos do metabolismo das eimérias, e também em diferentes fases da sua vida, podendo ser: coccidicidas e/ou coccidiostáticos;
- Associações: reúne anticoccidianos ionóforos e químicos em sua composição.